# Huston Smith
Huston Cummings Smith (31 de mayo de 1919-30 de diciembre de 2016) fue un estudioso de las ciencias de la religión en los Estados Unidos, Fue autor de al menos trece libros sobre las religiones del mundo y filosofía, y su libro sobre religión comparada, The World's Religions (título original The Religions of Man) vendió más de tres millones de copias en 2017.
Nacido y criado en Suzhou, China, en el seno de una familia misionera estadounidense metodista, Smith regresó a Estados Unidos a los 17 años y se graduó en la Universidad de Chicago en 1945 con un doctorado en filosofía. Pasó la mayor parte de su carrera académica como profesor en la Universidad Washington en San Luis (1947-1958), el Instituto de Tecnología de Massachusetts (1958-1973) y la Universidad de Siracusa (1973-1983). En 1983, se jubiló de Siracusa y se mudó a Berkeley (California), donde fue profesor visitante de estudios religiosos en la Universidad de California, Berkeley, hasta su fallecimiento.

## Primeros años
El 31 de mayo de 1919, Huston Cummings Smith nació en Dzang Zok, Suzhou, China, hijo de misioneros metodistas, y pasó allí sus primeros 17 años. Su primera lengua fue el chino mandarín, hablado en el dialecto de Suzhou.
Al emigrar a Estados Unidos para completar su educación, obtuvo un BA en la Central Methodist University en 1940 y un PhD en filosofía por la Universidad de Chicago en 1945.

## Vida personal
Mientras estaba en Chicago, se casó con Eleanor Wieman, hija de Henry Nelson Wieman, profesor en la Divinity School de la Universidad de Chicago. Más tarde cambió su nombre a Kendra. Tuvieron tres hijas, Karen, Gael y Kimberly Smith.

## Carrera académica
Smith enseñó en la Universidad de Denver de 1945 a 1947, y luego en la Universidad Washington durante los siguientes diez años.
En 1958, Smith fue nombrado profesor de filosofía en el Instituto de Tecnología de Massachusetts (MIT), donde permaneció hasta 1973. Allí participó en experimentos con psicodélicos que los profesores Timothy Leary y Richard Alpert llevaron a cabo en la Universidad de Harvard. En 1964, durante un viaje a la India, Smith se alojó en un monasterio budista tibetano Gyuto. Durante su visita escuchó a los monjes cantar y se dio cuenta de que cada individuo producía un acorde, compuesto por una nota fundamental y armónicos. Regresó para grabar los cantos en 1967 y pidió a ingenieros acústicos del MIT que analizaran el sonido. Confirmaron el hallazgo, que es un ejemplo de canto difónico. Smith ha llamado a esto el único descubrimiento empírico de su carrera. La grabación se publicó como Music of Tibet (1967). Los derechos de autor del álbum continúan apoyando la Gyuto Tantric University. Sin embargo, debido a su fe religiosa, Smith fue objeto de desconfianza por parte de sus colegas, lo que llevó al MIT a prohibirle impartir clases a estudiantes de posgrado.
En 1973, Smith se trasladó a la Universidad de Siracusa, donde fue Thomas J. Watson Professor of Religion y Distinguished Adjunct Professor of Philosophy hasta que pasó a emérito en 1983. Ese año, Smith se mudó a Berkeley (California), donde permaneció como profesor visitante de estudios religiosos en la Universidad de California, Berkeley hasta su muerte.
En 1997, Smith llegó a un acuerdo con los Archivos de la Universidad de Siracusa para donar sus documentos, lo que dio lugar a una amplia colección de libros publicados, artículos, reseñas o avales.

## Práctica religiosa
Durante su carrera, Smith estudió Vedanta con el swami Satprakashananda, fundador de la Vedanta Society of St. Louis, Budismo zen, estudiando con Goto Zuigan, y Sufismo del Islam durante más de diez años cada uno.
De joven, Smith pasó repentinamente del cristianismo metodista tradicional al misticismo, influido por los escritos de Aldous Huxley y Gerald Heard. En 1947, antes de mudarse de Denver a San Luis, Smith se propuso conocer a Heard. Heard lo invitó a su Trabuco College (posteriormente donado como el Monasterio Ramakrishna de la Vedanta Society del Sur de California) en Trabuco Canyon, en el sur de California. Heard hizo los arreglos para que Smith conociera a Huxley. Smith relata en el documental de 2010 Huxley on Huxley su encuentro con Huxley en su casa del desierto. Le dijeron que buscara a Swami Satprakashananda de la Vedanta Society of St. Louis una vez instalado en San Luis. Así comenzó la experimentación de Smith con la meditación y su relación con las Vedanta Societies de la Orden Ramakrishna. Smith desarrolló interés por la Escuela Tradicionalista formulada por René Guénon, Frithjof Schuon y Ananda Coomaraswamy.
Debido a su conexión con Heard y Huxley, Smith conoció a Timothy Leary, Richard Alpert (Ram Dass) y otros en el Center for Personality Research, donde Leary era profesor investigador. El grupo comenzó a experimentar con psicodélicos y lo que Smith más tarde denominó «metafísica empírica». La experiencia e historia del grupo se describen en el libro de Smith Cleansing the Doors of Perception. Durante este periodo, Smith también formó parte del Harvard Psilocybin Project, un intento de elevar la conciencia espiritual mediante plantas enteogénicas. Sin embargo, expresó el contraste entre él y Leary cuando recordó su encuentro con el exiliado Tim Leary en Suiza, años después (a principios de la década de 1970): «seguía siendo un fugitivo de la sociedad legal —expulsado de ella como lo habían expulsado de West Point, de la Universidad de Harvard y de Zihuatanejo».
Durante su estancia en la Universidad de Siracusa, fue informado por líderes de la tribu onondaga sobre las tradiciones religiosas de los nativos americanos y sus prácticas, lo que dio lugar a un capítulo adicional en su libro sobre las religiones del mundo. En 1990, el Tribunal Supremo de los Estados Unidos dictaminó que el uso de peyote como sacramento religioso por parte de los nativos americanos no estaba protegido por la Constitución. Smith asumió la causa como estudioso de la religión. Con su ayuda, en 1994 el Congreso aprobó la enmienda de la American Indian Religious Freedom Act, otorgando protección legislativa a una práctica religiosa que el Tribunal Supremo había decidido que carecía de protección constitucional.
Smith era un cristiano practicante, con una comprensión vedántica, que atribuía su fe a sus padres misioneros, quienes habían «inculcado en mí un cristianismo capaz de resistir la cultura secular dominante de la modernidad».

## Actividades públicas

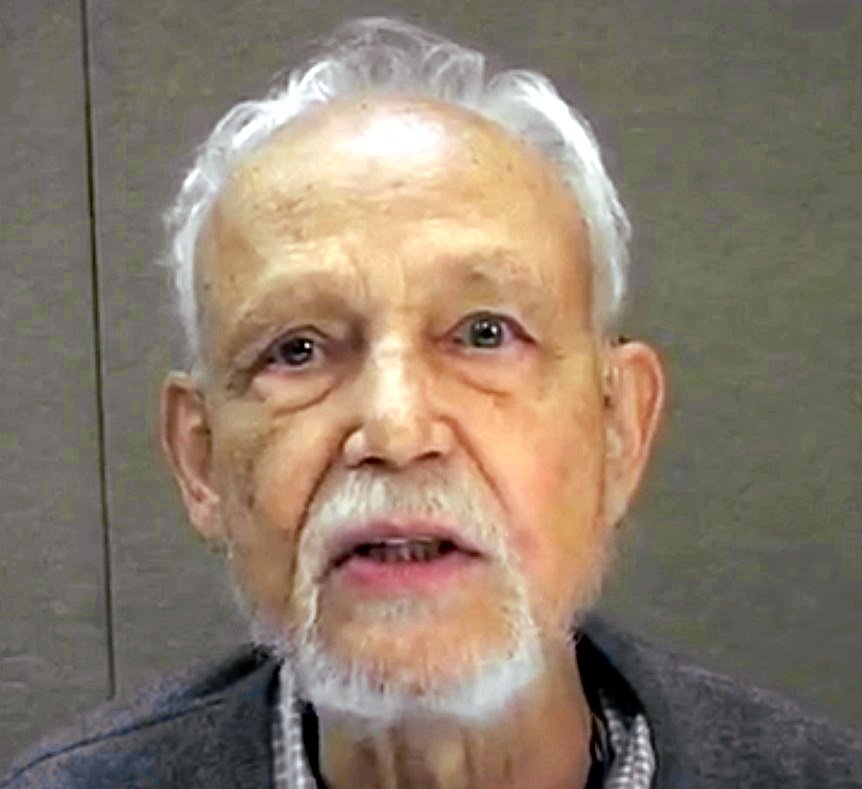
Smith en 2004

### Televisión y cine
Mientras estaba en la Universidad Washington, Smith fue presentador de dos series de la National Educational Television (NET, antecedente de PBS): The Religions of Man y Search for America.
En 1996, Bill Moyers dedicó un especial de PBS en cinco partes a la vida y obra de Smith, The Wisdom of Faith with Huston Smith. Smith produjo tres series para la televisión pública: The Religions of Man, The Search for America y (con Arthur Compton) Science and Human Responsibility. Sus filmes sobre el hinduismo, el budismo tibetano y el sufismo han ganado premios en festivales internacionales de cine.
- The Wisdom of Faith with Huston Smith: A Bill Moyers Special: A Personal Philosophy, 1996, PBS, DVD
- The Roots of Fundamentalism: A Conversation with Huston Smith and Phil Cousineau, 2006, GemsTone, DVD[31]
- Death and Transformation: The Personal Reflections of Huston Smith, 2007, Fons Vitae, DVD
- The Arc of Life: Huston Smith on Life, Death & Beyond, Huston entrevistado por Ken Dychtwald, sobre su vida y carrera, 2012, GemsTone, DVD[32]
- El archivo oficial de Huston Smith[33] incluye episodios completos de NET de The Religions of Man[34] y Search for America[35]

### Compromiso comunitario

Brandon Williamscraig y Huston Smith en su primer diálogo comunitario en la Epworth United Methodist Church en Berkeley, California, en 2009.

A lo largo de su carrera, Smith se puso a disposición de las comunidades en las que residió. Hacia el final de su vida, mientras vivía en Berkeley, California, participó en la Pacific Coast Theological Society en la Graduate Theological Union. También asistía a iglesias locales, incluidas Trinity United Methodist, First Congregational Church y Epworth United Methodist. Con motivo de la publicación de Tales of Wonder, en 2009 coorganizó «conversaciones comunitarias» en Epworth, durante las cuales respondió a preguntas sobre su vida y su obra.

## Premios y honores
Por su compromiso de toda la vida con acercar las religiones del mundo para promover la comprensión, la justicia social y la paz, Smith recibió el Courage of Conscience Award de la Peace Abbey en Sherborn, Massachusetts.
Smith fue nombrado uno de los primeros galardonados con la Order of Universal Interfaith y el Universal Order of Sannyasa's Interfaith-Interspiritual Sage Award en enero de 2010. Recibió el premio en su casa el 23 de febrero de 2010.
La Pacific Coast Theological Society celebró «la vida de logros del profesor emérito Huston Smith considerando la relación entre teología, mitología y ciencia» en una sesión especial en 2012. En 2015, la sociedad concedió a Smith su Codron Prize por The World's Religions.

## Legado

### Citas
«Las instituciones no son bonitas. Muéstrame un gobierno bonito. La curación es maravillosa, pero ¿la Asociación Médica Americana? Aprender es maravilloso, pero ¿las universidades? Lo mismo ocurre con la religión... la religión es espiritualidad institucionalizada».
«La meta de la vida espiritual no son los estados alterados, sino los rasgos alterados».: 97 

### Publicaciones
- The Purposes of Higher Education, 1955, reprint ed. 1971, Harper & Row, ISBN 0837146984[44]
- The World's Religions: Our Great Wisdom Traditions, 1958, rev. ed. 1991, HarperOne, ISBN 0-06-250811-3[45]
- Great Religions of the World, con Robert McAfee Brown, Amiya Chakravarty, Wing-tsit Chan, W. D. Davies, Hans J. Hillerbrand, Edward J. Jurji, Joseph M. Kitagawa, Oliver Statler, Herbert Weiner, John P. Whalen y Elie Wiesel, 1971, National Geographic Society.
- Forgotten Truth: The Common Vision of the World's Religions, 1976, reprint ed. 1992, HarperOne, ISBN 0-06-250787-7[46]
- Beyond the Postmodern Mind, 1982, reprint ed. 1989, Quest Books, ISBN 0-8356-0647-3
- The Illustrated World's Religions: A Guide to Our Wisdom Traditions, 1995, HarperOne, ISBN 0-06-067440-7[47]
- Smith, Huston; Snake, Reuben (1996). One Nation Under God: The Triumph of the Native American Church. Clear Light Publishers. ISBN 9780940666719.
- Cleansing the Doors of Perception: The Religious Significance of Entheogenic Plants and Chemicals, 2000, Tarcher/Putnam, ISBN 1-58542-034-4, Council on Spiritual Practices, ISBN 1-889725-03-X, Sentient Publications, ISBN 1-59181-008-6[48]
- Why Religion Matters: The Fate of the Human Spirit in an Age of Disbelief, 2001, HarperOne, 1.ª ed.:ISBN 0-06-067099-1, reimpresión 2002: ISBN 0-06-067102-5[49]
- Islam: A Concise Introduction, HarperOne, 2001, ISBN 0-06-166018-3[50]
- The Way Things Are: Conversations with Huston Smith on the Spiritual Life, 2003, University of California Press, ISBN 0-520-23816-8 (tela); ISBN 0-520-24489-3 (rústica). Editado y con prefacio de Phil Cousineau
- Buddhism: A Concise Introduction, con Philip Novak, HarperOne, 2004, ISBN 0-06-073067-6[51]
- The Soul of Christianity: Restoring the Great Tradition, 2005, HarperOne, 1.ª ed. ISBN 0-06-079478-X[52]
- A Seat at the Table: Huston Smith in Conversation with Native Americans on Religious Freedom, 2006, University of California Press, ISBN 0-520-24439-7 (tela). Editado y con prefacio de Phil Cousineau
- Tales of Wonder: Adventures Chasing the Divine, (autobiografía), 2009, HarperOne, ISBN 0-06-1154261
- And Live Rejoicing: Chapters from a Charmed Life—Personal Encounters with Spiritual Mavericks, Remarkable Seekers, and the World's Great Religious Leaders, 2012, con contribuciones de Phil Cousineau